# Aristaea periphanes
Aristaea periphanes är en fjärilsart som beskrevs av Edward Meyrick 1907. Aristaea periphanes ingår i släktet Aristaea och familjen styltmalar. Inga underarter finns listade i Catalogue of Life.